# أولترا للموسيقى
أولترا للموسيقى (بالإنجليزية: Ultra Music)‏ هي كيان موسيقي عالمي، يضم تسجيلات أولترا و«أولترا موزيك للنشر» و«إمباير أرتيست ماناجمينت». تم تأسسها في مدينة نيويورك سنة 1995 من قبل المدير التنفيذي السابق لشركة Polygram وتسجيلات فيرجين، باتريك موشي. اعتبارًا من 23 ديسمبر 2012، دخلت «أولترا» في تحالف عالمي مع سوني ميوزيك، مما أتاح لفنانيها الوصول إلى موارد سوني التسويقية والترويجية الدولية. يحمل مالك الشركة «موشي» أيضًا لقب رئيس التنفيذي لشركة "Sony's Worldwide Electronic Music".
تشمل قائمة الفنانين المتعاقد معهم من قبل الشركة كل من صوفي تومير وكايغو وستيف أوكي وميستر بروبز ودي في بي بي إس وشون فرانك وإيرا إستريفي وديورو وفلوستراداموس وكارناج ولويس ذا شايلد وألينا برلز & غلاميتاس ولوست فريكوينسي وتيي نو وبيني بيناسي وماكو وكينغاند وجيانتس وأيسليك وهيدهانترز. كما عرضت إصدارات من كل من ديدماويس، كالفين هاريس وتييستو وكاسكيد وأبوف & بيوند وأرمين فان بيورن وساك نويل وبوا أوكينفولد وأفيتشي ودافيد غيتا وبيتبول وذا كريستال ميتود وذا بلادي بيتروتس وساشا وميلاني مارتنيز وجوز ديغويد.